# Emiliano Zapata (Las Jaulas)
Emiliano Zapata är en ort i Mexiko.   Den ligger i kommunen San Pedro och delstaten Coahuila, i den centrala delen av landet, 800 km nordväst om huvudstaden Mexico City. Emiliano Zapata ligger 1 113 meter över havet och antalet invånare är 108.
Terrängen runt Emiliano Zapata är platt åt nordost, men åt sydväst är den kuperad. Runt Emiliano Zapata är det glesbefolkat, med 9 invånare per kvadratkilometer. Närmaste större samhälle är San Antonio del Coyote, 14,5 km sydväst om Emiliano Zapata. Trakten runt Emiliano Zapata består till största delen av jordbruksmark.